# Biến cố 13 tháng 5
Biến cố 13 tháng 5 năm 1969 nhắc đến bạo lực bè phái giữa người Mã Lai và người Hoa tại Kuala Lumpur (đương thời thuộc bang Selangor), Malaysia. Náo loạn nổ ra sau khi tổng tuyển cử toàn quốc trong cùng năm, với kết quả là các đảng đối lập giành được nhiều ghế từ liên minh cầm quyền là Đảng Liên minh. Báo cáo chính thức đưa ra con số người thiệt mạng do náo loạn là 196, song các nguồn ngoại giao phương Tây vào đương thời đưa ra tổng số là gần 600, trong đó hầu hết nạn nhân là người Hoa. Náo loạn chủng tộc dẫn đến một tuyên bố tình trạng khẩn cấp quốc gia, kết quả là chính phủ đình chỉ Quốc hội, trong khi Hội đồng Hoạt động Quốc gia (NOC) được thành lập với tư cách là chính phủ lâm thời, họ cai quản quốc gia từ năm 1969 đến năm 1971.
Đây là một sự kiện quan trọng trong nền chính trị Malaysia vì nó khiến vị thủ tướng đầu tiên là Tunku Abdul Rahman từ chức, và kết quả sau cùng là thay đổi trong chính sách của chính phủ nhằm ưu tiên người Mã Lai bằng cách thi hành chính sách kinh tế mới (NEP).

## Bối cảnh

### Phân chia dân tộc
Ngày 31 tháng 8 năm 1957, Malaya giành độc lập từ Anh. Tuy nhiên, quốc gia này bị chia rẽ sâu sắc về của cải giữa người Hoa và người Mã Lai. Người Hoa chiếm ưu thế tại hầu hết các khu vực đô thị, họ được cho là kiểm soát một phần lớn nền kinh tế Malaysia. Người Mã Lai thường nghèo hơn và sống nhiều ở nông thôn. Tuy nhiên, người Mã Lai có vị thế đặc quyền đặc biệt về chính trị, điều này được đảm bảo trong Điều 153 của Hiến pháp được soạn ra khi quốc gia này độc lập.
Diễn ra những tranh luận sôi nổi giữa các nhóm người Mã Lai vốn muốn có các biện pháp cấp tiến để thể chế hóa bá quyền của người Mã Lai (Ketuanan Melayu), trong khi các nhóm người Hoa kêu gọi bảo vệ các lợi ích 'sắc tộc' của họ, và các thành viên của các đảng đối lập phi Mã Lai tranh luận cho một 'Malaysia của người Malaysia' thay vì đặc quyền của người Mã Lai. Trong bối cảnh căng thẳng chủng tộc, vào năm 1963, Liên bang Malaysia thành lập và bao gồm Malaya (Malaysia bán đảo), Singapore, Bắc Borneo và Sarawak.
Từng diễn ra một số sự kiện xung đột chủng tộc giữa người Mã Lai và người Hoa trước náo loạn vào năm 1969. Chẳng hạn, tại Penang, thù địch giữa các chủng tộc biến thành bạo lực vào ngày kỷ niệm một trăm năm George Town vào năm 1957, dẫn đến nhiều ngày ẩu đả và khiến một số người thiệt mạng, và còn có các vụ náo động vào năm 1959 và 1964, cũng như một vụ bạo động vào năm 1967 bắt nguồn từ một cuộc kháng nghị chống phá giá tiền tệ song biến thành giết người theo chủng tộc. Tại Singapore, đối kháng giữa các chủng tộc dẫn đến bạo động vào năm 1964, góp phần khiến Singapore tách khỏi Malaysia vào năm 1965.

### Bầu cử toàn quốc năm 1969
Trong bầu cử vào năm 1969, liên minh cầm quyền là Đảng Liên minh đối diện với thách thức mạnh mẽ đến từ các đảng đối lập đặc biệt là từ hai đảng mới thành lập và có đảng viên chủ yếu là người Hoa, mang tên Đảng Hành động Dân chủ (DAP) và Parti Gerakan. Trước cuộc bầu cử đã bùng phát các sự kiện sắc tộc, góp phần vào bầu không khí căng thẳng. Một người công tác chính trị thuộc dân tộc Mã Lai bị một băng đảng người Hoa giết tại Penang, trong khi một thanh niên người Hoa bị cảnh sát bắn chết tại Kuala Lumpur. Các phần tử cấp tiến kêu gọi tẩy chay bầu cử và đe dọa bạo động, song đám tang người thanh niên thiệt mạng được tổ chức một cách hòa bình trước ngày bầu cử.
Tổng tuyển cử được tổ chức vào ngày 10 tháng 5 năm 1969, trong ngày này không có sự cố nào. Kết quả cho thấy Đảng Liên minh giành được dưới một nửa số phiếu phổ thông, đây là một bước lùi lớn cho liên minh cầm quyền. Trên bình diện quốc gia, Đảng Liên minh vẫn giành được đa số ghế tại Quốc hội dù số ghế bị giảm đáng kể. Thành phần người Hoa trong liên minh là Công hội người Hoa Malaysia chỉ giành được một nửa số ghế so với trước. Tại cấp bang, Liên minh chỉ giành được thế đa số tại Selangor bằng cách hợp tác với ứng cử viên độc lập duy nhất, do phe đối lập có cùng số ghế trong cơ quan lập pháp bang Selangor (song thời điểm ngay sau bầu cử vẫn chưa rõ Liên minh có kiểm soát hay không). Liên minh để mất quyền kiểm soát Kelantan (vào tay PAS) và Perak, và Đảng Gerakan nắm quyền kiểm soát chính quyền cấp bang tại Penang.

### Biểu dương sau bầu cử
Vào đêm ngày 11 và 12 tháng 5, các đảng đối lập là DAP và Gerakan biểu dương thành công của họ trong bầu cử. Đặc biệt là một đám diễu hành lớn của Gerakan hoan nghênh thủ lĩnh tả khuynh của đảng này là V. David. Đám diễu hành của các đảng đối lập bị cáo buộc là khiêu khích ở mức độ cao, trong đó người phi Mã Lai châm chọc người Mã Lai. Một số ủng hộ viên của phe đối lập được thuật là lái xe qua dinh thự của thủ hiến Selangor và yêu cầu ông ta phải rời bỏ dinh thự để trao lại cho một người Hoa.
Các cuộc biểu dương của các đảng đối lập được nhìn nhận là một cuộc tấn công vào quyền lực chính trị của người Mã Lai. Mặc dù các kết quả bầu cử vẫn có lợi cho người Mã Lai dù có tổn thất, song tờ báo tiếng Mã Lai Utusan Melayu nêu ra trong một bài xã luận rằng kết quả này gây nguy hại đến tương lai quyền cai trị của người Mã Lai, và rằng cần hành động để ngăn chặn nó. Vào ngày 12 tháng 5, các thành viên của Đoàn Thanh niên thuộc UMNO biểu thị với Thủ hiến Selangor là Harun Haji Idris rằng họ muốn tổ chức một cuộc diễu hành mừng thắng lợi.
UMNO sau đó công bố một đoàn diễu hành sẽ bắt đầu từ dinh thự của Harun bin Idris. Tunku Abdul Rahman sau đó gọi cuộc diễu hành trả đũa là "không tránh khỏi, nếu không thì các thành viên trong đảng sẽ bị mất tinh thần sau khi phe đối lập phô trương sức mạnh và có những lời lăng mạ nhằm vào họ." Người Mã Lai được đưa từ các khu vực nông thôn đến Kuala Lumpur vì người Hoa vốn chiếm ưu thế trong thành phố. Hàng nghìn người Mã Lai, một số trong đó có vũ trang, đã gia nhập đoàn diễu hành.

## Bạo động

### Các sự kiện ban đầu
Đoàn diễu hành của UMNO có kế hoạch từ lúc 7.30 tối Thứ Ba ngày 13 tháng 5. Đến sáng ngày 13 tháng 5, người Mã Lai bắt đầu tập hợp tại dinh thự của Thủ hiến Selangor Harun Haji Idris tại Jalan Raja Muda bên rìa của Kampung Baru, song một số người đã ở đó từ tối Chủ nhật. Người Mã Lai đến từ nhiều nơi thuộc Selangor như Morib (khu vực bầu cử của Harun) và Banting, và một số người đến từ các địa phương thuộc Perak. Theo báo cáo chính thức của NOC, vào khoảng 6 giờ chiều, các cuộc ẩu đả đầu tiên bùng phát tại Setapak giữa một nhóm người Mã Lai từ Gombak đang di chuyển đến nơi tụ tập và những người Hoa bên đường chế giễu họ, tình hình leo thang thành ném chai lọ và đá. Tin tức về vụ việc lan đến đám đông đang tập hợp tại Jalan Raja Muda, và ngay trước lúc 6.30 chiều, nhiều người Mã Lai đã rời khỏi điểm tụ tập tại dinh thự thủ hiến và hướng đến các khu người Hoa lân cận. Người Mã Lai mang theo các loại dao parang và kris, họ đốt ô tô và cửa hàng, giết hại và cướp bóc trong các khu vực của người Hoa; Theo Tạp chí Time, có ít nhất tám người Hoa bị giết chết trong cuộc tấn công ban đầu này. Khi bạo động bùng phát, nó lan tỏa nhanh chóng và không kiểm soát được trên khắp thành phố trong 45 phút, đến Jalan Campbell, Jalan Tuanku Abdul Rahman (đường Batu), Kampung Datuk Keramat, Kampung Pandan, Cheras và Kampung Kerunchi.

### Trả đũa và phản ứng quân sự
Theo lời John Slimming, người Hoa bị bất ngờ và không trả đũa trong vòng hơn một tiếng. Tuy nhiên, báo cáo chính thức của NOC thì cho rằng các phần tử hội kín người Hoa đã chuẩn bị trước cho rối loạn và đã hành động khi bạo động bắt đầu tại Kampung Baru. Trên đường Batu, các chủ hiệu người Hoa và Ấn bắt đầu tập hợp lại thành một lực lượng phòng vệ ứng biến, trong khi một đám đông người Mã Lai nỗ lực xông vào khu vực đường Thu Kiệt (秋傑, Chow Kit) song phải đương đầu với các thành viên băng đảng hội kín có vũ trang rồi phải chạy đi. Người Hoa tấn công những người Mã Lai được phát hiện trong khu vực của người Hoa, và các khách người Mã Lai trong các rạp chiếu phim bị đưa ra và giết chết. Họ cũng cố đốt cháy trụ sở của UMNO trên đường Batu và bao vây đồn cảnh sát Salak South.
Đến đầu buổi tối, những người tham gia bạo động phải đối phó với cảnh sát, cảnh sát sử dụng hơi cay nhằm kiểm soát họ. Một lệnh giới nghiêm tại Kuala Lumpur trong 24 giờ được ban hành trên đài phát thanh vào lúc 7.35 giờ tối và trên đài truyền hình vào lúc 8 giờ tối. Sau đó, từ 8.30 đến 9.00 giờ tối, Tổng thanh tra cảnh sát Mohamed Salleh bin Ismael ra lệnh bắn hạ. Tiếp đến là một lệnh bắn hạ khác từ Tướng quân Tunku Osman Jiwa bên phía lực lượng vũ trang. Quân đội được triển khai và họ tiến vào các khu vực chịu tác động của bạo động vào khoảng 10 giờ tối. Nhiều người không biết lệnh giới nghiêm nên đã bị bắn. Một số người cũng bị bắn trong khi đứng tại lối vào và vườn nhà của họ. Các phóng viên ngoại quốc tường thuật rằng nhìn thấy các thành viên của Trung đoàn Hoàng gia Mã Lai đốt các cửa hiệu của người Hoa mà không có lý do rõ ràng.
Đến 5 giờ sáng hôm sau, nhà chức trách tại Bệnh viện Đa khoa Kuala Lumpur thông báo rằng có khoảng 80 người chết. Các thành viên trong đội ngũ nhân viên bệnh viện cũng tường thuật rằng các ca tử vong ban đầu từ 7 đến 8.30 tối đều là người Hoa bị các vết cắt và đâm bằng dao, song từ 8.30 đến 10.30 giờ tối thì các nạn nhân chia đều giữa người Hoa và người Mã Lai. Tuy nhiên, sau khoảng 10.30 tối thì các ca tử vong hầu như đều là người Hoa, gần như tất cả họ đều có thương tích do súng.

### Các sự kiện tiếp sau
Quân đội tập hợp tại các giao lộ quan trọng và tuần tra các đường phố chính, song dù có thông báo về lệnh giới nghiêm song các nam thanh niên tại các khu vực như Kampung Baru và Pudu phớt lờ lệnh này. Mặc dù hầu hết người bị giết là vào tối thứ ba và sáng thứ tư, song người Mã Lai tiếp tục đốt phá và cướp bóc cửa hiệu và nhà ở của người Hoa vào thứ năm và thứ sáu, với hơn 450 nhà bị đốt. Người dân phải di dời do bạo động, hầu hết trong số đó là người Hoa, họ bị đưa đến các trung tâm tị nạn chính thức tại những nơi khác nhau trong thành phố - người Mã Lai được đưa đến sân vận động Negara, người Hoa được đưa đến sân vận động Merdeka, sân vận động Chinwoo, và trường Shaw Road. Đến chủ nhật, số lượng người Hoa tị nạn đã tăng lên đến 3.500 trong sân vận động Merdeka, 1.500 tại sân vận động Chinwoo, và 800 tại trường Shaw Road, còn số người Mã Lai trong sân vận động Negara giảm từ 650 vào thứ năm xuống còn 250 vào chủ nhật. Trên một nghìn người tị nạn vẫn ở trong sân vận động Merdeka một tháng sau bạo động.
Lệnh giới nghiệm được nới lỏng trong một thời gian ngắn song nhanh chóng được áp dụng lại vào sáng thứ năm. Nó lại được giải trừ trong ba tiếng vào sáng thứ bảy. Lệnh giới nghiêm dần được nới lỏng khi tình tình dần trở lại bình thường, song cho đến cuối tháng lệnh giới nghiêm vẫn có hiệu lực từ 3 giờ chiều đến 6 giờ sáng.
Bạo động tập trung tại các khu vực đô thị, và ngoại lệ là các vụ náo loạn nhỏ tại Malacca, Perak, Penang và Singapore do là nơi có đông người Hoa, những nơi còn lại vẫn bình ổn.
Đến ngày 28 tháng 6 năm 1969, bạo động lại bùng phát tại Sentul khi người Mã Lai tấn công người Ấn Độ, khiến 15 người thiệt mạng.

### Thương vong
Theo số liệu của cảnh sát thì có 196 người bị giết trong bạo động. Số liệu chính thức đưa ra con số thiệt mạng là 143 người Hoa, 25 người Mã Lai, 13 người Ấn Độ, và 15 người thuộc nhóm khác (chưa xác định), song các số liệu không chính thức đưa ra con số người Hoa thiệt mạng cao hơn. Các nguồn ngoại giao phương Tây khi đó đưa ra tổng số là gần 600, và John Slimming ước tính số người thiệt mạng là khoảng 800 trong tuần đầu tiên, trong khi những nhà quan sát và phóng viên khác đưa ra con số có 4 chữ số.
439 người cũng được tường thuật là bị thương theo số liệu chính thức. 753 trường hợp cố ý phóng hỏa và 211 ô tô bị phá hủy hoặc thiệt hại nghiêm trọng.

## Đánh giá chính thức
Hội đồng Hoạt động Quốc gia (NOC) công bố một bản báo cáo vào ngày 9 tháng 10 năm 1969, và họ cho rằng "nền chính trị chủng tộc" là nguyên nhân chủ yếu gây ra bạo động, song không sẵn lòng đổ lỗi cho người Mã Lai.
Người Mã Lai vốn đã cảm thấy bị loại trừ trong đời sống kinh tế quốc gia, nay bắt đầu cảm thấy một mối đe dọa đến địa vị của họ trong dịch vụ công. Các chính trị gia phi Mã Lai chưa từng đề cập đến thái độ gần như đóng cửa của người phi Mã Lai đối với người Mã Lai trong phần lớn khu vực tư nhân trong nước.

Một số lượng nhất định các nhà diễn thuyết bầu cử phân biệt chủng tộc thuộc các cộng đồng phi Mã Lai đã luôn luôn khích động sự giận dữ của người phi Mã Lai chống lại các cảnh sát và công vụ viên Mã Lai, cáo buộc lực lượng thực thi pháp luật đối xử thiên vị. Họ góp phần trực tiếp vào việc phá vỡ tôn trọng pháp luật và nhà chức trách trong các tầng lớp của các cộng đồng phi Mã Lai.

Sự kiện cũng có một phần nguyên nhân từ Đảng Cộng sản Malaya và các hội kín:
Sự kiện bùng phát bạo lực vào ngày 13 tháng 5 là kết quả của một sự tương tác giữa các ảnh hưởng... Chúng gồm có khoảng cách thế hệ và khác biệt trong giải thích cấu trúc hiến pháp của các chủng tộc khác nhau trong nước...; các phát biểu kích động, quá độ và thái độ khiêu khích của các thành viên và ủng hộ viên đảng phái kỳ thị chủng tộc nhất định trong tổng tuyển cử gần đây; một phần vai trò là của Đảng Cộng sản Malaya (MCP) và các hội kín trong việc kích động cảm tình chủng tộc và ngờ vực; và tâm trạng lo lắng, và sau đó là tuyệt vọng của người Mã Lai cùng với nền tảng ngờ vực giữa người Mã Lai và người Hoa, và gần đây là ngay sau tổng tuyển cử, đó là kết quả của những lời lăng mạ chủng tộc và đe dọa đến sự tồn tại tương lai của họ trong quốc gia của họ'— Trích dẫn từ báo cáo của Hội đồng Hoạt động Quốc gia, tháng 10 năm 1969.

Tuy nhiên, báo cáo cho rằng "Nỗi lo lắng chuyển thành xung đột cộng đồng giữa người Mã Lai và người Hoa" chứ không phải là một trường hợp nổi loạn cộng sản. Báo cáo cũng bác bỏ tin đồn về việc thiếu kiên nhẫn của lực lượng an ninh trong xử lý khủng hoảng.
Tunku Abdul Rahman trong một cuốn sách xuất bản hai tuần trước báo cáo này đã đổ lỗi cho các đảng đối lập về bạo lực, cũng như ảnh hưởng của những người cộng sản, và cho rằng các sự kiện là do thanh niên cộng sản người Hoa kích động. Ông cũng ân xá trách nhiệm cho đa số người Mã Lai, người Hoa và người Ấn, và nhìn nhận những người Mã Lai tụ tập vào ngày 14 tháng 5 chỉ là phản ứng với "các khiêu khích quá quắt".

## Hậu quả
Rukunegara (nguyên tắc quốc gia) là lời tuyên thệ trung thành trên thực tế của người Malaysia, nó là một phản ứng trước bạo loạn. Lời tuyên thệ được đưa ra vào ngày 31 tháng 8 năm 1970 nhằm tạo một cách thức để nuôi dưỡng đoàn kết giữa người Malaysia.
Nhân vật dân tộc chủ nghĩa Mã Lai Mahathir Mohamad đổ lỗi bạo động cho chính phủ, đặc biệt là Thủ tướng Tunku Abdul Rahman là "hồn nhiên" và không lập kế hoạch cho một Malaysia thịnh vượng, là nơi mà người Mã Lai có phần trong kinh tế. Tunku thì đổ lỗi "các phần tử cực đoan" như Mahathir gây ra xung đột chủng tộc, dẫn đến khai trừ Mahathir khỏi UMNO. Điều này thúc đẩy Mahathir viết tác phẩm The Malay Dilemma, trong đó ông đưa ra một giải pháp cho căng thẳng chủng tộc tại Malaysia dựa trên viện trợ người Mã Lai về kinh tế thông qua chương trình hành động khẳng định.
Các chính sách hành động khẳng định bao gồm chính sách kinh tế mới (NEP), và đưa Kuala Lumpur thành một lãnh thổ liên bang vào năm 1974, tách khỏi bang Selangor. Trong một nỗ lực nhằm tạo một liên minh rộng hơn, Barisan Nasional được thành lập để thay thế Đảng Liên minh, mời cả các đảng đối lập cũ như Gerakan, PPP và PAS.
Sau bạo động, Tunku Abdul Rahman bị buộc phải lui về hậu trường, việc điều hành quốc gia thường nhật được chuyển cho Phó thủ tướng Tun Abdul Razak, là người kiêm nhiệm chức giám đốc của Hội đồng Hoạt động Quốc gia. Ngày 22 tháng 9 năm 1970, khi Quốc hội được tái triệu tập, Tunku từ chức thủ tướng, và Tun Abdul Razak kế nhiệm.
Sau bạo động năm 1969, UMNO cũng bắt đầu tái cấu trúc hệ thống chính trị để củng cố quyền lực của mình. Họ nâng cấp phiên bản Ketuanan Melayu của mình mà theo đó "nền chính trị của quốc gia này đã từng, và cần phải duy trì trong tương lai dự đoán được, có cơ sở bản địa [tức người Mã Lai]: Đó là bí quyết sự ổn định của chúng ta và sự thịnh vượng của chúng ta và nó là một thực tế trong sinh hoạt chính trị mà không ai có thể đơn giản là cầu cho nó biến mất." Nguyên tắc Ketuanan Melayu này đã được UMNO sử dụng liên tục trong các cuộc bầu cử kế tiếp nhau nhằm kích động sự ủng hộ của người Mã Lai cho đảng.